# El hijo pródigo

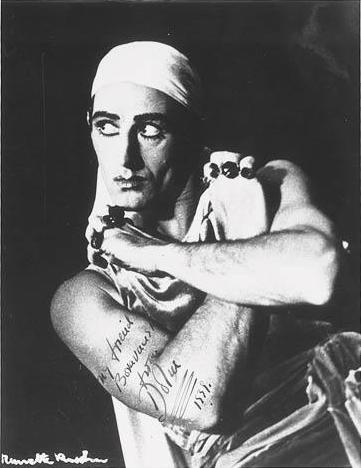
Anton Dolin (nombre artístico de Sydney Francis Patrick Healey-Kay) en El hijo pródigo, Ballets Rusos, Gira Australiana, 1939.

El hijo pródigo, Op. 46 (en ruso: Блудный сын), es un ballet creado por los Ballets Rusos de Diáguilev, con coreografía de George Balanchine y música de Serguéi Prokófiev compuesta durante los años 1928 y 1929. El libretto, basado en la parábola del Evangelio de Lucas, fue escrito por Borís Kojnó, que le dio un aire más dramático que el de la parábola en que se inspiró. Susan Au escribió en su libro Ballet and Modern Dance que esta producción fue la última de Diaghilev y añadió: «Adaptado de una historia bíblica, se inicia con la salida rebelde del hijo pródigo de su hogar y su seducción por parte de una hermosa pero traidora sirena, cuyos seguidores lo roban. Desdichado y lleno de remordimientos, se arrastra de regreso hasta su padre que lo perdona».
El estreno tuvo lugar al martes 21 de mayo de 1929 en el Théâtre de la Ville, en París, con diseño del escenario de Georges Rouault y efectos de luz de Ronald Batas. El estreno por el New York City Ballet fue el jueves 23 de febrero de 1950.